# SH-07E
ドコモ スマートフォン AQUOS PHONE si SH-07E（ドコモ スマートフォン アクオスフォン エスアイ エスエイチゼロナナイー）は、シャープによって開発された、NTTドコモの第3.9世代移動通信システム（Xi）と第3世代移動通信システム（FOMA）とのデュアルモード端末である。ドコモ スマートフォン（第2期）のひとつ。

## 概要
SH-01Eの事実上の後継機種だが、厳密にはSH-01EのデザインにSH-04E・SH-06Eのスペックが合流した形となっている。
キャッチコピーは「毎日使うからこそ感じる心地よい存在感。」
SH-01EではqHDだったディスプレイはHDにスペックアップしているが、幅はSH-01Eと同じ約59mmに抑えられており、またSH-01Eでは画面内のオンスクリーンボタンを採用していたが、本機種では画面外に配置された静電容量式のタッチボタンを採用したことにより、4.3インチの画面全てが表示領域となった。
なお、フルセグ放送受信・おくだけ充電には対応していない。液晶は兄弟機種であるSH-06Eと異なりIGZO液晶は搭載していないかわりにS-CG Silicon液晶システムを採用し、IGZO同様写真などの静止画表示時はCPUの画像転送を停止し、システム全体で高い省エネ性能も実現している。
カメラにおいてはシャープが新たに開発した裏面照射型CMOS「FEEL Photographer」を採用し、F値1.9の明るいレンズが搭載されている。
カメラの起動においては約0.4秒と高速起動で撮りたい瞬間を逃さないと謳っている。
UIに関しては「docomo Palette UI」の他、シャープ独自のUI「Feel UX」が選べる。このFeel UXはPOPカラー5色、ナチュラルカラー3色、計8色から自由に選ぶことができる。
音楽再生においてはWolfson社の次世代音声処理LSIを搭載し、ピュアで解像度の高い音楽再生を実現しているほか、連続再生時間最長約75時間と長時間の音楽再生も可能となっている。
ワンセグ・NOTTVを視聴する際には、イヤホンジャックに付属のアンテナ付イヤホンケーブル N01を装着する必要がある。
(実際には電波状況が良好であれば装着は必須ではない)
USBホスト機能が搭載されており、マウスやキーボード、USBメモリーといった機器と接続が可能となる。

## 搭載アプリ
Google標準アプリ
- Chrome
- Gmail
- Google+
- Google検索
- Google設定
- Playストア
- Playブックス
- Playミュージック
- Playムービー
- YouTube
- トーク(→ハングアウト)
- ナビ
- マップ
- メッセンジャー
- ローカル
- 音声検索

メーカー提供アプリ
- OfficeSuite
- SHツール
- アルバム
- おサイフケータイ
- カメラ
- カレンダー
- ダウンロード
- ブラウザ
- メール
- メッセージ
- メーカーアプリ
- ミュージック
- ワンセグ
- 設定
- 電卓
- 時計
- 取扱説明書

## 主な機能
| 主な対応サービス                                | 主な対応サービス                         | 主な対応サービス                     | 主な対応サービス                                       |
| ----------------------------------------------- | ---------------------------------------- | ------------------------------------ | ------------------------------------------------------ |
| タッチパネル/加速度センサー                     | Xi/FOMAハイスピード                      | Bluetooth                            | DCMX/おサイフケータイ/NFC/かざしてリンク/赤外線/トルカ |
| ワンセグ/フルセグ/モバキャス                    | メロディコール                           | テザリング                           | WiFi IEEE802.11a/b/g/n/ac                              |
| GPS                                             | ドコモメール/電話帳バックアップ          | デコメール/デコメ絵文字/デコメアニメ | iチャネル                                              |
| エリアメール/ソフトウェアーアップデート自動更新 | デジタルオーディオプレーヤー(WMA)(MP3他) | GSM/3Gローミング(WORLD WING)         | フルブラウザ/Flash Player                              |
| Google Play/dメニュー/dマーケット               | Gmail/Google Talk/YouTube/Picasa         | バーコードリーダ/名刺リーダ          | ドコモ地図ナビ/Google Maps/ストリートビュー            |

## 歴史
- 2013年5月15日 - NTTドコモより発表。
- 2013年6月14日 - 事前予約開始。
- 2013年6月21日 - 発売開始[6]。

## アップデート・不具合など
2013年7月3日のアップデート
- HDRビデオ撮影機能の追加。
- 「タッチ操作バイブ」を設定しているにもかかわらず、「戻るキー」「ホームキー」「メニューキー」を押下した際に、まれにバイブレータが正しく動作しない場合がある不具合を修正する。
- ビルド番号が01.00.00、01.00.01から01.00.02になる。

2013年7月23日のアップデート
- 携帯電話(本体)のタッチパネルの一部が反応しない場合がある不具合を修正する。
- ビルド番号が01.00.02から01.00.03になる。

2013年10月15日のアップデート
- イヤホンを抜いた後、音声通話を行い、くっきりトークをON/OFFすると受話音が小さくなる場合がある不具合を修正する。
- ビルド番号が01.00.03から01.00.04になる。

2014年10月31日のアップデート
- カメラアプリで撮影した画像に位置情報が付与されない場合がある不具合を修正する。
- ビルド番号が01.00.00、01.00.01、01.00.02、01.00.03、01.00.04から01.00.05になる。